# 张均 (唐朝)
张均（？—？），河南府洛阳县（今河南省洛阳市东）人，祖籍范阳郡方城县（今河北省固安县），唐朝官员。

## 生平
燕国公张说之子。在翰林院任职时，弟弟张垍为唐玄宗的女婿，受玄宗宠爱，常拿唐玄宗賞赐在张均面前炫耀，张均说：“此妇翁与女婿，非天子赐学士也。”父亲张说在开元十八年（730年）逝世，张均丁忧，后任户部侍郎，转兵部。开元二十六年（738年），贬饶州刺史。以太子左庶子征，复为户部侍郎。天宝九载（750年），官至刑部尚书。自认以才能当为宰辅，受李林甫排擠。李林甫死后，依附陈希烈，又受杨国忠厌恶。陈希烈失势，张均仍为大理卿。天宝十三年，张垍因故惹怒唐玄宗，受此牵连，张均出为建安郡太守。年中即召还，再迁太常卿。
755年，安史之亂爆發，玄宗倉皇出奔，張均、张垍兄弟未随從。当玄宗出逃至咸阳时，与高力士议论在京官员中何人会跟随而来。高力士认为：张垍兄弟世受国恩，又是皇亲国戚，必当先至。而房琯素有宰相望，为安禄山所器重，必不来此。玄宗则认为：事未可料。结果房琯抵达咸阳，问及张均、张垍，房琯答：臣离京时，亦过其舍，比约同行，均报云'已于城南取马'。观其趣向，来意不切。结果张均等数十人被送往洛阳，任命为中书令。安史乱平，按律該處死刑。肃宗因舊念及张说旧恩，又有房琯等大臣说情，流放合浦（今广西合浦东北）。死於流所。

## 家族
- 父亲：张说
- 母亲：元□（元怀景之女）
- 二弟：张垍
- 三弟：张埱
- 妻子：□氏
- 长子：张岯，儿媳：□氏
- 次子：张密，儿媳：□氏
- 三子：张㠓，儿媳：□氏
- 四子：张嵍，儿媳：□氏
- 五子：张岩，儿媳：□氏